# Châteauneuf-de-Randon
Châteauneuf-de-Randon è un comune francese di 552 abitanti situato nel dipartimento della Lozère nella regione dell'Occitania.

## Storia

### Simboli
Lo stemma è stato adottato il 29 aprile 1956. Senza lo scudo al centro è l'emblema della Baronia di Randon. Lo scudetto riproduce il blasone di Bertrand du Guesclin, che qui morì il 13 luglio 1380 .

## Società

### Evoluzione demografica
Abitanti censiti